# Diga di Gelmer
La diga di Gelmer è una diga a gravità situata in Svizzera, nel Canton Berna, nel comune di Guttannen.

## Descrizione
Ha un'altezza di 35 metri e il coronamento è lungo 370 metri. Il volume della diga è di 82.000 metri cubi.
Il lago creato dallo sbarramento, il lago Gelmer ha un volume massimo di 14 milioni di metri cubi, una lunghezza di 1,5 km e un'altitudine massima di 1850 m s.l.m. Lo sfioratore ha una capacità di 87 metri cubi al secondo.
Le acque del lago vengono sfruttate dall'azienda Kraftwerke Oberhasli AG. La diga è raggiungibile tramite una ripida funicolare che in un tratto raggiunge il 106 % di pendenza.

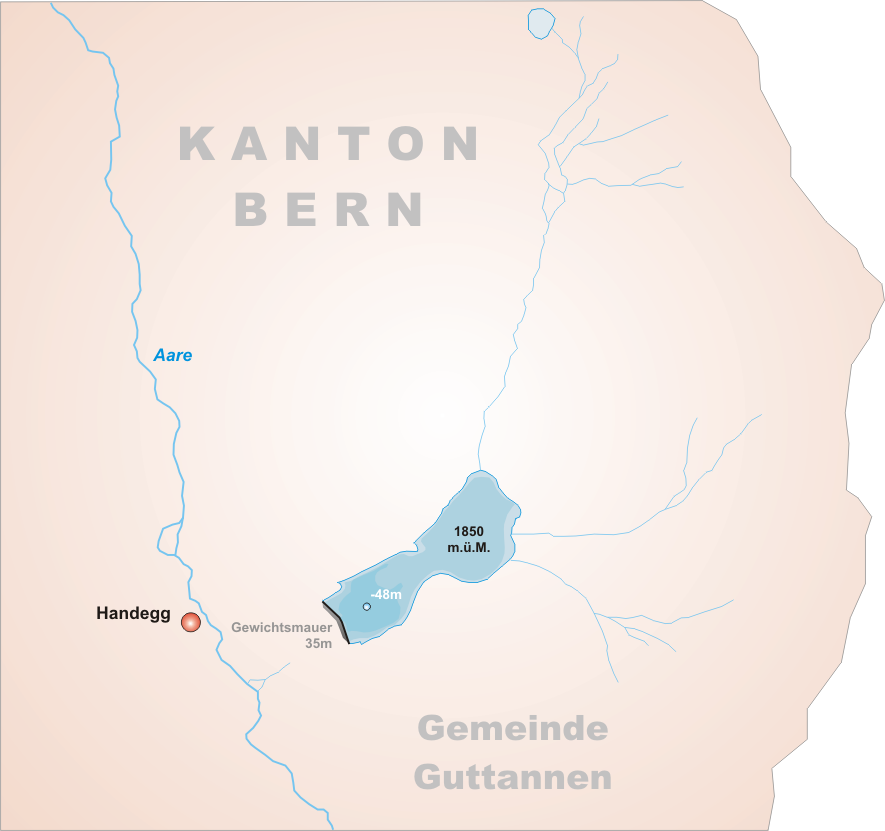
Mappa del lago